# Nunang
Nunang is een bestuurslaag in het regentschap Payakumbuh van de provincie West-Sumatra, Indonesië. Nunang telt 2001 inwoners (volkstelling 2010).